# Cong you bing
Cong you bing (chinois simplifié : 葱油饼 ; chinois traditionnel : 蔥油餅 ; pinyin : cōngyóubǐng), littéralement « pancake d'huile et d'oignon nouveau ou ciboule », est un mets chinois fait d'une sorte de pain non levé à la ciboule et à l'huile. Sa cuisson en friture lui donne une texture croustillante à l'extérieur et moelleuse à l'intérieur. Le cong you bing est généralement servi comme accompagnement ou comme mets dans des stands de rue.

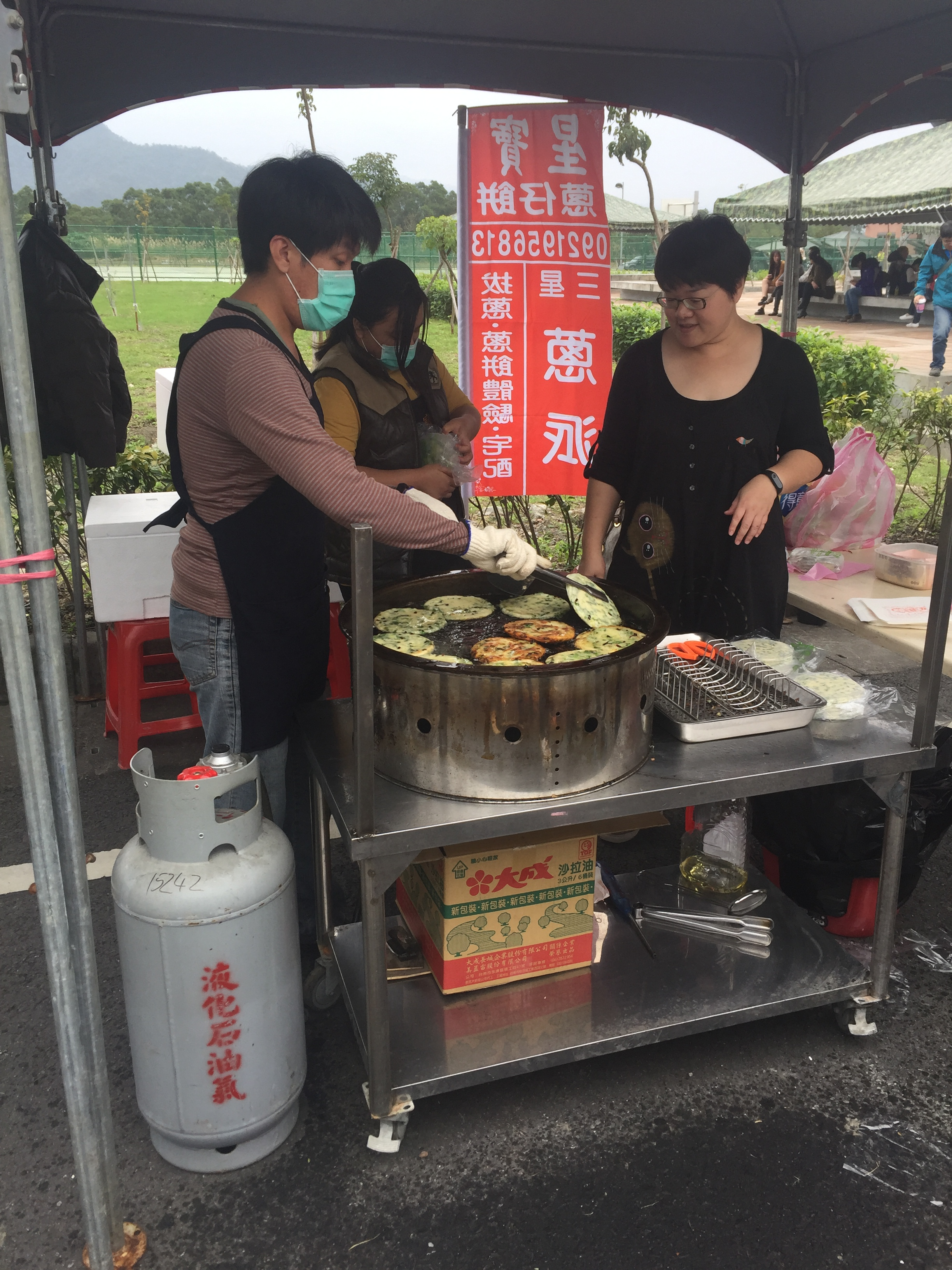
Stand de cong you bing.

## Préparation
Le cong you bing est constitué d'une pâte faite d'eau chaude et de farine, et d'une garniture d'oignon nouveau et de graisse de porc. Son goût peut varier selon les méthodes de préparation.  